# Phymaturus robustus
Phymaturus robustus — вид ігуаноподібних ящірок родини Liolaemidae. Ендемік Аргентини. Описаний у 2021 році.

## Поширення і екологія
Phymaturus robustus відомі з типової місцевості, розташованої в районі поселення Лас-Колорадас в департаменті Катан-Ліль в провінції Неукен, на висоті 946 м над рівнем моря. Живляться рослинністю, є живородними. 